# Amplification (inconscient)
Pour les articles homonymes, voir Amplification.
L'amplification est, dans la psychologie analytique de Carl Gustav Jung, l'accroissement en extension ou intensité chez un individu d'une image inconsciente ou onirique à travers les associations permises par la symbolique ou tout autre système métaphorique tel que la mythologie, le mysticisme, le folklore, la religion, l'ethnologie, l'art, la littérature, etc. Cette interprétation permettrait d'éclaircir sa signification.
Jung considérait ce processus comme opposé à l'analyse réductrice de la décomposition d'une image en ses causes possibles.

## Source de la traduction
- (es) Cet article est partiellement ou en totalité issu de l’article de Wikipédia en espagnol intitulé « Amplificación (inconsciente) » (voir la liste des auteurs).